# Tetragnatha anamitica
Tetragnatha anamitica este o specie de păianjeni din genul Tetragnatha, familia Tetragnathidae, descrisă de Charles Athanase Walckenaer în anul 1842.
Este endemică în Vietnam. Conform Catalogue of Life specia Tetragnatha anamitica nu are subspecii cunoscute.